# Згорня Корена
Згорня Корена (словен. Zgornja Korena) — поселення в общині Дуплек, Подравський регіон‎, Словенія.